# Nyékládháza
Nyékládháza ist eine ungarische Stadt im Kreis Miskolc im Komitat Borsod-Abaúj-Zemplén. Nyékládháza entstand 1933 durch den Zusammenschluss der Gemeinden Ládháza und Mezőnyék.

## Geografische Lage
Nyékládháza liegt in Nordungarn, 12 Kilometer südlich des Komitatssitzes und der Kreisstadt Miskolc an dem Fluss Hejő. Südöstlich des Ortes befinden sich mehrere Seen. Nachbargemeinden sind Mályi, Ónod, Hejőkeresztúr, Emőd und Bükkaranyos.

## Geschichte
Im Jahr 1907 gab es in der damaligen Kleingemeinde Ládháza 91 Häuser und 447 Einwohner auf einer Fläche von 1037 Katastraljochen und in der Kleingemeinde Mezőnyék 123 Häuser und 789 Einwohner auf einer Fläche von 3171 Katastraljochen. Beide Gemeinden gehörten zur damaligen Zeit zum Bezirk Miskolc im Komitat Borsod. Nyékládháza erhielt 2003 den Status einer Stadt.

## Söhne und Töchter der Gemeinde
- Attila Dargay, (1927–2009), Filmregisseur und Illustrator
- Imre Furmann (1951–2010), Jurist und Dichter

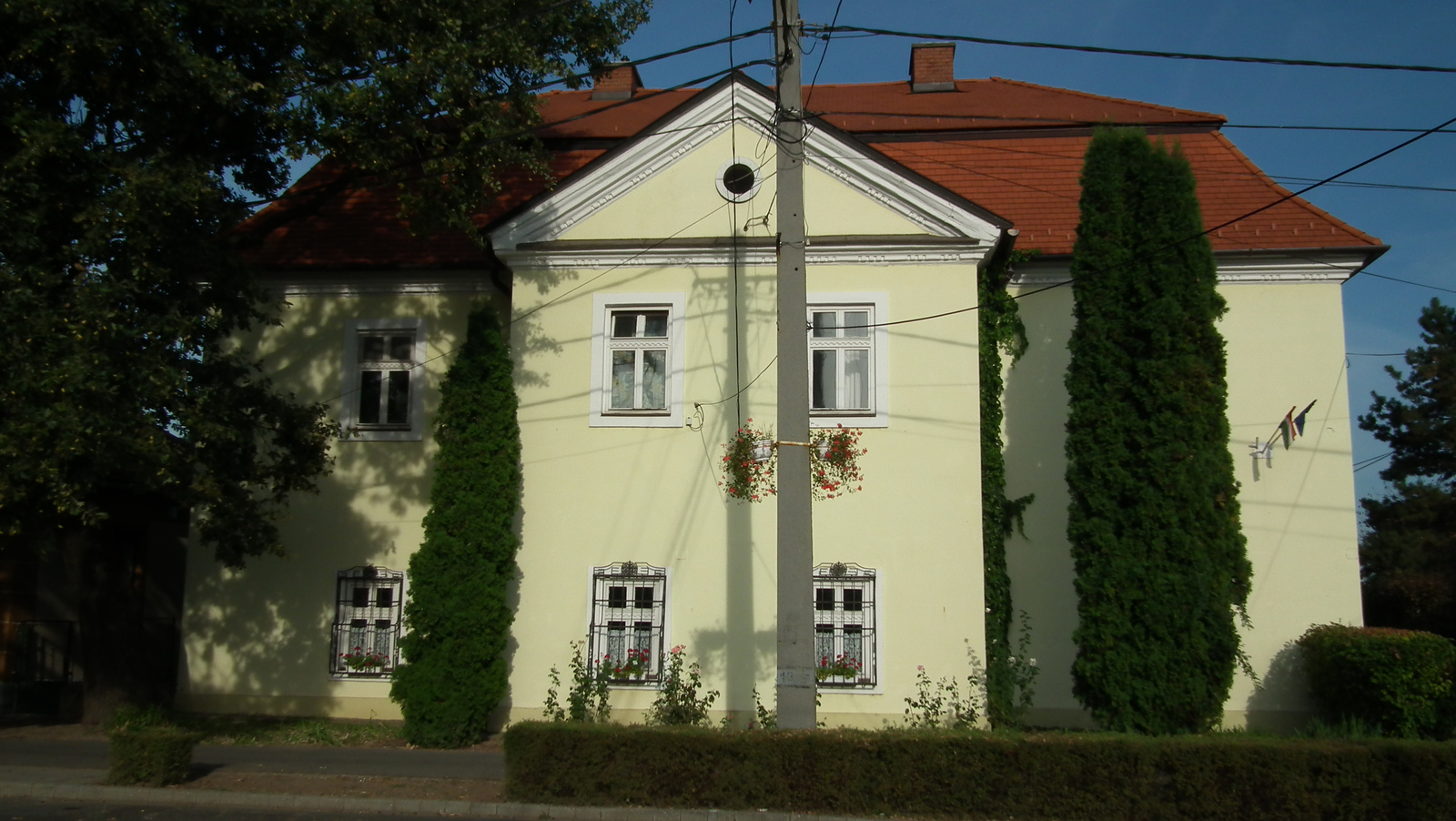
Schloss Egry-Szepessy

## Sehenswürdigkeiten
- Lajos-Kossuth-Reliefgedenktafel, erschaffen 1992 von Zsolt Jószay
- Reformierte Kirche, im Ortsteil Nyék
- Reformierte Kirche, im Ortsteil Ládháza
- Römisch-katholische Kirche Szűz Mária Szeplőtelen Szíve
- Schloss Egry-Szepessy (Egry-Szepessy kastély), erbaut 1790–1801
- Szent-István-Statue, erschaffen von Róbert Gönczi
- Zierbrunnen zum Gedenken an Sándorné Szedresi

## Verkehr
Durch Nyékládháza verläuft die Landstraße Nr. 3307 und auf dem Stadtgebiet zweigt die Hauptstraße Nr. 35 von der Hauptstraße Nr. 3 ab. Die Stadt ist angebunden an Eisenbahnstrecken in Richtung Miskolc, Füzesabony und Tiszaújváros. Auf der Strecke von Nyékládháza nach Mezőcsát wurde der Personenverkehr im Jahr 2007 eingestellt.